# (15740) Hyakumangoku
(15740) Hyakumangoku est un astéroïde de la ceinture principale.

## Description
(15740) Hyakumangoku est un astéroïde de la ceinture principale. Il fut découvert le 15 mars 1991 à Kitami par Kin Endate et Kazuro Watanabe. Il présente une orbite caractérisée par un demi-grand axe de 2,58 UA, une excentricité de 0,13 et une inclinaison de 14,9° par rapport à l'écliptique.

## Compléments